# Hoàng Tích Mịnh
Hoàng Tích Mịnh sinh ngày 10 tháng 11 năm 1904 tại Đông Ngạc, Từ Liêm (nay là Đông Ngạc, Bắc Từ Liêm), Hà Nội và mất năm 2001, là vị bác sĩ đã có công đặt nền móng cho nền y học dự phòng Việt Nam. Ông đã được trao tặng Giải thưởng Hồ Chí Minh về Khoa học Y - Dược vào năm 1996.

## Tiểu sử
Sau khi học xong những năm đầu ở Trường Y Hà Nội, Hoàng Tích Mịnh cùng anh trai của mình là Hoàng Tích Trí sang Pháp để tiếp tục việc học để sau này có thể công tác độc lập và không phải làm phụ tá cho người Pháp, do tại thời điểm đó người Pháp không cho Trường Y Hà Nội đào tạo bác sĩ mà chỉ đào tạo đến y sĩ phụ tá hoặc y sĩ bản xứ để làm phụ tá cho họ. Sau thời gian theo học, Hoàng Tích Mịnh tốt nghiệp bác sĩ y khoa tại Trường Đại học Y khoa Bordeaux vào năm 1934, chuyên ngành Vi trùng học  (có tài liệu ghi là chuyên ngành Vệ sinh hàng hải). Vốn sinh ra trong gia đình trí thức có truyền thống yêu nước nên Hoàng Tích Mịnh đã hăng hái tham gia kháng chiến chống Pháp ngay từ những ngày đầu của cuộc Cách mạng tháng Tám năm 1945. Ông đã được giao chức Trạm trưởng Trạm Kiểm dịch Hải Phòng vào năm 1945. Sau ngày Toàn quốc kháng chiến, ông được giao nhiệm vụ tổ chức Viện Vi trùng học Liên khu 3, sau đó là Viện Vi trùng Trung ương tại chiến khu Việt Bắc với nhiệm vụ vừa giảng dạy, đào tạo vừa xây dựng hệ thống các phòng thí nghiệm để đảm bảo cung cấp các loại vắc-xin thiết yếu phòng dịch cho nhân dân cũng như quân đội trong kháng chiến. Hoàng Tích Mịnh được cử làm Giám đốc Phân khu Y tế Hà Nam Ninh vào năm 1947. Từ năm 1948 đến năm 1953, ông là Giám đốc Viện Vi trùng học Bắc Bộ (trong hệ thống các Viện Vi trùng học Việt Nam do bác sĩ Hoàng Tích Trí làm Tổng Giám đốc).
Sau ngày miền Bắc hoàn toàn giải phóng, bác sĩ Hoàng Tích Mịnh tiếp tục được giao nhiệm vụ tổ chức Viện Vi trùng học Việt Nam và Viện Vệ sinh học Việt Nam, sau này hợp nhất lại với tên gọi Viện Vệ sinh Dịch tễ học, ngày nay là Viện Vệ sinh Dịch tễ Trung ương. Ông đảm nhiệm chức vụ Phó Viện trưởng Viện Vệ sinh Dịch tễ Trung ương trong khoảng thời gian từ năm 1954 đến năm 1975. Ông cũng là người sáng lập nên Bộ môn Vệ sinh Dịch tễ (ngày nay là Khoa Y tế Công cộng) cũng như tham gia xây dựng Bô môn Vi sinh của Trường Đại học Y Hà Nội. Trong thời gian từ năm 1954 đến năm 1975, bác sĩ Hoàng Tích Mịnh được cử làm Chủ nhiệm Bộ môn Vệ sinh - Dịch tễ. Ông tham gia chỉ đạo xây dựng công tác đào tạo nghiên cứu sinh ở các chuyên ngành vi sinh học, virut học, dịch tễ học, miễn dịch học, vệ sinh học và bệnh nghề nghiệp sau khi Viện Vệ sinh Dịch tễ học được Thủ tướng Chính phủ giao nhiệm vụ đào tạo sau đại học vào năm 1979. Ông đã cùng với những người học trò giỏi của mình tham gia biên soạn hàng loạt các sách giáo khoa dành cho giáo dục đại học và sau đại học. Những quyển sách này được sử dụng làm giáo trình cơ bản của Đại học Y Hà Nội cũng như các trường Đại học Y trên toàn quốc. Hoàng Tích Mịnh cũng đảm nhiệm chức vụ Chủ tịch Hội Vệ sinh Phòng dịch Việt Nam (ngày nay là Hội Y học Dự Phòng Việt Nam) trong nhiều năm.

## Các công trình nghiên cứu
Hoàng Tích Mịnh là tác giả cũng như đồng tác giả của nhiều công trình nghiên cứu đã được áp dụng rộng rãi về vệ sinh môi trường, vệ sinh lao động, vệ sinh thực phẩm, vệ sinh học đường, dịch tễ học, vi sinh học. Ông cũng biên soạn nhiều sách giáo khoa dành cho giáo dục đại học và sau đại học trong thời gian giảng dạy tại Trường Đại học Y Hà Nội:
1. Vi trùng học (1958)
2. Vệ sinh học (1960)
3. Dịch tễ học (1967)
4. Thường quy kỹ thuật dùng cho các trạm vệ sinh phòng dịch tỉnh, thành phố (1970)
5. Vệ sinh lao động (1973)
6. Vệ sinh hoàn cảnh (1974)
7. Vệ sinh thực phẩm và dinh dưỡng (1977)
8. Vệ sinh xã hội (1978)
9. Vệ sinh dịch tễ (2 tập, 1979)
10. Dịch tễ học đại cương và dịch tễ học từng bệnh (1981)

Những nghiên cứu khoa học của Hoàng Tích Mịnh về cung cấp nước, chất lượng vệ sinh - an toàn về nước đã trở thành những luật định, những tiêu chuẩn của Nhà nước Việt Nam về việc cung cấp nước an toàn, trở thành những phương pháp chuẩn trong đánh giá vệ sinh nguồn nước. Ông cũng là người đã đặt nền móng cho kỹ thuật xử lý chất thải ở Việt Nam, cụ thể là xử lý phân bắc bằng hình thức "hố xí hai ngăn ủ phân tại chỗ", được áp dụng trong nhiều tài liệu của nước ngoài, của nhiều tổ chức quốc tế.
Hoàng Tích Mịnh cũng là người đi tiên phong của ngành vệ sinh thực phẩm dinh dưỡng Việt Nam. Những kết quả nghiên cứu về dinh dưỡng học, về vệ sinh thực phẩm của ông đã được Bộ Y tế trình lên Trung ương, Chính phủ để làm cơ sở cho các nghị quyết, các chỉ thị của Đảng Cộng sản Việt Nam và Chính phủ Việt Nam về việc cải thiện đời sống, tăng cường sức dân cho những mục tiêu chính trị của Nhà nước Việt Nam.

## Giải thưởng, danh hiệu
Cụm công trình nghiên cứu về vệ sinh nước sinh hoạt, nước ăn, nước thải và các quyển sách giáo khoa do ông biên soạn cũng như 38 công trình về vệ sinh thực phẩm - dinh dưỡng của ông vào những năm 1960 đã được Nhà nước Việt Nam trao tặng Giải thưởng Hồ Chí Minh đợt I vào năm 1996 trong lĩnh vực Khoa học Y - Dược.
Trong dịp kỷ niệm sinh nhật lần thứ 90 vào năm 1994, bác sĩ Hoàng Tích Mịnh đã được Đảng Cộng sản Việt Nam và Nhà nước Việt Nam trao tặng Huân chương Độc lập hạng nhì. Ngoài ra, ông còn được phong tặng danh hiệu Thầy thuốc Nhân dân.

## Gia đình
Có một điều khá lý thú là trong gia đình, ngoài bác sĩ Hoàng Tích Mịnh còn có ba người khác cũng làm việc trong lĩnh vực Vi sinh học, là anh của ông (Giáo sư Hoàng Tích Trí, tốt nghiệp chuyên ngành Vi trùng học, nguyên Bộ trưởng Bộ Y tế của nước Việt Nam Dân chủ Cộng hòa thời kỳ từ năm 1946 đến năm 1958) và hai người cháu của ông (Giáo sư Tiến sĩ Hoàng Thủy Long, tốt nghiệp chuyên ngành Vi khuẩn học và Giáo sư Hoàng Thủy Nguyên, tốt nghiệp chuyên ngành Virus học). Một điều đặc biệt hơn là cả bốn người đều từng có thời gian công tác và giữ những chức vụ quan trọng tại Viện Vệ sinh Dịch tễ Trung ương. Nếu kể thêm hai người cháu khác của bác sĩ Hoàng Tích Mịnh là Hoàng Thủy Lạc (Tổng Giám đốc công ty thiết bị Y tế Việt Nam) và Hoàng Thủy Tiến (Cục phó Cục An toàn Vệ sinh Thực phẩm của Bộ Y tế) thì riêng dòng họ của ông đã có sáu người công tác trong ngành Y, đều đóng góp công sức và giữ những chức vụ quan trọng trong hệ thống y tế Cách mạng từ năm 1945 cho đến nay.
Vợ ông là bà Vũ Thanh Tâm, lại là em gái của bà Vũ Văn Nghiễn vợ GS. Hoàng Tích Trí. 2 bà là em gái của nhà văn Vũ Ngọc Phan.
Ngoài ra, ông còn có một người anh họ là Hoàng Minh Giám, cố Bộ trưởng Bộ Ngoại giao, Bộ Văn hóa - Thông tin.